# حديقة أيزو ماتسودايرا الملكية
حديقة آيزو ماتسودايرا الملكية (باليابانية: 御薬園) وهي حديقة أعشاب طبية موجودة في مدينة أيزواكاماتسو، محافظة فوكوشيما، اليابان. الحديقة أنشئت لأول مرة سنة 1380.

## تاريخها
في 1430، احتفظ اللورد الإقطاعي العاشر آشينا موريشتا بالحديقة معتقدا أنها مكان مقدس. وفي 1670 اهتم اللورد الإقطاعي مازاتسوني ماتسودايرا بزرع الأعشاب بالحديقة كما شجع المواطنين على ذلك أيضا، حتى أصبحت تعرف بـ«أوياكوين» أو «حديقة الأعشاب الطبية» واليوم هناك نحو 400 نوع من النباتات والاشجار المزروعة في الحدائق والمناطق المحيطة بها.
ويعتبر «ميغورو جوتاي»، بستاني تنسيق الحدائق، البستاني الذي عمل على تصميم الحديقة لتظهر بشكلها الحالي في شكل طبيعة مصغرة، والتي تعتبر نموذجا للحديقة اليابانية.
بركة الحديقة تحمل اسم القلب (心) قياسا على الشكل الذي تتخذه، حيث يبلغ طول الحديقة حوالي 540 متر ومساحتها 1,7 هكتار.